# Prevoršek
Prevoršek je priimek več znanih Slovencev:
- Alenka Bartl-Prevoršek (1930-2018), kostumografka
- Dušan C. Prevoršek (1922-2004), kemik in akademik
- Uroš Prevoršek (1915-1996), violinist, dirigent, skladatelj, glasbeni kritik